# Sezonat na kanarchetata
Sezonat na kanarchetata é um filme de drama búlgaro de 1993 dirigido e escrito por Evgeni Mihailov. Foi selecionado como representante da Bulgária à edição do Oscar 1994, organizada pela Academia de Artes e Ciências Cinematográficas.

## Elenco
- Paraskeva Djukelova
- Plamena Getova
- Mikhael Dontchev - Malin
- Petar Popyordanov - Ivan
- Michail Alexandrov
- Ani Vulchanova - Margarita
- Plamen Serakov - Tanasi